# Donald Brown
Donald Eugene Brown II (Atlantic Highlands, 11 aprile 1987) è un giocatore di football americano statunitense che gioca nel ruolo di running back per i San Diego Chargers della National Football League (NFL). Al college ha giocato all'università del Connecticut.

## Carriera professionistica

### Indianapolis Colts
al draft NFL 2009 Brown è stato selezionato come 27ª scelta assoluta dai Colts. Il 2 agosto 2009 ha firmato un contratto di 5 anni. Ha debuttato nella NFL il 13 settembre 2009 contro i Jacksonville Jaguars indossando la maglia numero 31.
Nel suo primo anno ha trovato poco spazio e ha giocato solamente una partita da titolare. L'anno successivo è stato impiegato maggiormente, ha saltato però 3 partite per un problema a un muscolo posteriore della gamba.
Nella stagione 2011 ha giocato in tutte le 16 partite dei Colts, con 2 partenze da titolare.
Nella settimana 11 della stagione 2013, Brown ha segnato 2 touchdown contro i Tennessee Titans, risultando decisivo per la vittoria in rimonta dei Colts. Due settimane dopo, preferito come titolare a Trent Richardson, ha corso 54 yard e segnato un touchdown nella vittoria sui Tennessee Titans. Il quinto TD dell'anno lo segnò nella penultima gara nella vittoria in trasferta sui Kansas City Chiefs. Il 4 gennaio 2014, nel primo turno di playoff i Colts ospitarono i Kansas City Chiefs. Trovatisi in svantaggio per 38-10 nel terzo quarto, Brown contribuì alla furiosa rimonta segnando un touchdown su corsa e uno su ricezione, con la sua squadra che andò a vincere per 45-44.

### San Diego Chargers
L'11 marzo 2014, Brown ha firmato coi San Diego Chargers un contratto triennale del valore di 10,5 milioni di dollari, 4 milioni dei quali garantiti.

## Vittorie e premi
Nessuno

## Statistiche
| Partite totali      | 66    |
| Partite da titolare | 20    |
| Yard su corsa       | 2.377 |
| Touchdown su corsa  | 17    |

Statistiche aggiornate alla stagione 2013